# Охорона президента
«Охорона президента» (англ. The Sentinel, досл. «вартовий») — американський бойовик 2006 року про ветерана Секретної служби США, якого підозрюють у зраді після спроби вбивства президента.

## Сюжет
Піт Гаррісон — один із найстаріших і найдосвідченіших агентів Секретної служби та один з особистих охоронців першої леді США Сари Баллентайн, з якою у нього роман. Його близького друга та колегу Чарлі Меррівезера вбивають. Достовірний інформатор повідомляє Гаррісону, що вбивство Меррівезера пов'язане із змовою щодо вбивства президента. Розвіддані, надані інформатором, свідчать про існування крота, який має доступ до охорони президента. Девід Бреккінрідж, очільник відділу захисної розвідки Секретної служби, наказує кожному агенту пройти перевірку на поліграфі. Гаррісон не пройшов тест на поліграфі через приховування свого роману з першою леді.
Агент, який відповідає за президентський відділ охорони, Білл Монтроуз вирішує навмання вибрати засіб транспортування президента за допомогою підкидання монети. Випадає автомобільний кортеж, а президентський гелікоптер збивають ракетою «земля-повітря», хоча ні президента, ні його дружини на борту не було.
Гаррісон стає головним підозрюваним. Він проводить власне розслідування змови про вбивство і намагається зв'язатися з інформатором, який дав йому інформацію, але виявляє, що його вбили. Гаррісон відстежує місцезнаходження одного з убивць, якого він вбиває в перестрілці. Він обшукує його квартиру, знаходячи докази того, що злочинці прямують до Торонто, щоб напасти на президента на саміті G8.
Дружина президента розповідає про свій роман із Гаррісоном Бреккінріджу, який тепер розуміє, чому Гаррісон провалив тест на поліграфі. Разом у Торонто Гаррісон і Брекінрідж дізнаються, що вбивці — колишні співробітники КДБ, яких найняв колумбійський картель, щоб убити президента, а кріт — Вільям Монтроуз, якого ніколи не перевіряли на поліграфі.

## В ролях
| Актор           | Роль                                         |
| --------------- | -------------------------------------------- |
| Майкл Дуглас    | агент Піт Гаррісон                           |
| Кіфер Сазерленд | агент Девід Бреккінрідж                      |
| Єва Лонгорія    | агент Джилл Марін                            |
| Мартін Донован  | агент Білл Монтроуз                          |
| Кім Бейсінгер   | Перша леді США Сара Баллентайн               |
| Девід Раш       | Президент США Джон Баллентайн                |
| Блер Браун      | радник президента США з національної безпеки |

## Сприйняття
Rotten Tomatoes дав оцінку 35 % на основі 133 відгуків від критиків і 40 % від більш ніж 50 000 глядачів.

## Виноски
1. ↑  Іноді також «Охоронець»